# Bulbophyllum levinei
Bulbophyllum levinei là một loài phong lan thuộc chi Bulbophyllum.